# Pyongyang Metro
Pyongyang Metro (tiếng Triều Tiên: 평양 지하철도; McCune–Reischauer: P'yŏngyang Chihach'ŏlto) là hệ thống tàu điện ngầm tại thủ đô Bình Nhưỡng của Bắc Triều Tiên. Nó gồm có hai tuyến: Tuyến Chollima, chạy về phía bắc từ ga Puhŭng trên bờ sông Taedong đến ga Pulgŭnbyŏl, và tuyến Hyŏksin, chạy từ ga Kwangbok phía Tây Nam đến ga Ragwŏn ở Đông Bắc. Hai tuyến giao nhau tại ga Chŏnu.
Lượng hành khách hàng ngày được ước tính là từ 300.000 đến 700.000. Kỹ thuật kết cấu của Metro được hoàn thiện bởi Bắc Triều Tiên, với đầu máy, toa xe và các thiết bị điện tử liên quan nhập khẩu từ Trung Quốc. Chúng này sau này đã được thay thế bằng các thiết bị của Đức.
Pyongyang Metro có một bảo tàng dành cho việc xây dựng và lịch sử của nó.

## Xây dựng
Việc xây dựng mạng lưới metro bắt đầu vào năm 1965 và các nhà ga được mở ra từ năm 1969 đến năm 1972 bởi cựu chủ tịch Kim Nhật Thành. Hầu hết trong số 16 nhà ga công cộng được xây dựng vào những năm 1970, ngoại trừ hai nhà ga hoành tráng nhất là—Puhŭng và Yŏnggwang, được xây dựng vào năm 1987. Năm 1971, đã xảy ra một tai nạn lớn trong quá trình xây dựng một đường hầm bên dưới sông Taedong cho Ga Ponghwa. Một số nguồn tin cho biết ít nhất 100 công nhân đã chết trong vụ tai nạn. Phần đặc biệt này của đường hầm chưa bao giờ được hoàn thành; mạng lưới tàu điện ngầm hiện nằm hoàn toàn ở phía tây của dòng sông.
Trung Quốc đã cung cấp viện trợ kỹ thuật cho việc xây dựng metro cử các chuyên gia lắp đặt thiết bị sản xuất tại Trung Quốc, bao gồm các thiết bị điện được sản xuất tại Tương Đàm, Hồ Nam và thang cuốn với chiều cao 64 m sản xuất tại Thượng Hải.
Pyongyang Metro là một trong những metro sâu nhất thế giới, với đường ray nằm ở độ sâu 110 mét (360 ft) dưới lòng đất; metro không có bất kỳ đoạn hoặc trạm trên mặt đất nào. Do độ sâu của tàu điện ngầm và thiếu các đoạn bên ngoài, các ga của nó có thể dùng làm như hầm tránh bom, với cửa chống đạn ở hành lang. Phải mất ba phút rưỡi từ mặt đất đến nền sân ga bằng thang cuốn. Metro sâu đến mức nhiệt độ của nó luôn duy trì không đổi 18 °C (64 °F) cả năm. Saint Petersburg Metro cũng tuyên bố là sâu nhất, dựa trên độ sâu trung bình của tất cả các ga của nó. Ga Arsenalna thuộc tuyến Sviatoshynsko-Brovarska của Kiev Metro hiện là ga sâu nhất trên thế giới tại 105,5 mét (346 ft). Nhà ga đường sắt Porta Alpina, nằm trên đường hầm Gotthard ở Thụy Sỹ, được cho là nằm dưới lòng đất 800 m (2.600 ft), nhưng dự án đã bị hoãn vô thời hạn vào năm 2012.
Năm 2018, hình ảnh vệ tinh thương mại đã tiết lộ các phần mở rộng có thể cho hệ thống tàu điện ngầm, với hoạt động cho thấy ba cơ sở ngầm mới có thể được xây dựng ở phía tây của ga Kwangbok. Các nguồn tin của NK News suy đoán sự vắng mặt của các thông báo từ truyền thông nhà nước là do vấn đề tài chính, cũng như các vụ tai nạn xây dựng trong quá trình đào hầm trước đây, vốn có thể đã giết chết hàng chục công nhân trong những năm 1970.
Pyongyang Metro được thiết kế để hoạt động cứ sau vài phút. Trong giờ cao điểm, các đoàn tàu có thể hoạt động trong khoảng thời gian tối thiểu là hai phút. Các đoàn tàu có khả năng phát nhạc và các bản ghi âm khác.
Pyongyang Metro là một trong những nơi rẻ nhất trên thế giới để đi, tính đến năm 2019 chỉ tốn 5 won (trị giá 100 VND) một vé. Thay vì vé giấy, Metro trước đây đã sử dụng tấm thẻ bằng nhôm, với huy hiệu của Metro được đúc trên đó và và ký tự hangul "지". Bây giờ nó sử dụng một hệ thống vé giấy, với ký tự "지" được in bằng mực xanh trên đó. Vé được mua tại các gian hàng của nhà ga và máy quét có mặt nhưng không có hoạt động. Hút thuốc và ăn uống trong hệ thống Metro đều bị cấm và bị phạt rất nặng.

### Mạng lưới
Mạng lưới Pyongyang Metro gồm có hai tuyến:
- Tuyến Chollima (Thiên Lý Mã), được đặt theo tên một con ngựa có cánh từ thần thoại cổ đại Triều Tiên. Nó có chiều dài khoảng 12 kilômét (7,5 mi). Công việc xây dựng bắt đầu từ 1968, và tuyến được mở của ngày 6 tháng 9 năm 1973. Tuyến Mangyongdae tạo thành một phần của Tuyến Chollima. Toàn bộ tuyến đường bao gồm các ga Puhung (Phục Hưng), Yonggwang (Vinh Quang), Ponghwa (Phong Hỏa), Sŭngni (Thắng Lợi), Tongil (Thống Nhất), Kaeson (Khải Toàn), Jonu (Chiến Hữu) và Pulgunbyol (Sao Đỏ).
- Tuyến Hyŏksin (Cách Tân), có nghĩa đen là đổi mới, tuyến dài khoảng 10 kilômét (6,2 mi). Dịch vụ thường xuyên bắt đầu vào ngày 9 tháng 10 năm 1975. Tuyến đường này bao gồm các ga Kwangbok (Quang Phục), Konguk (Kiến Quốc), Hwanggumbol (Hoàng Kim Cốc), Konsol (Kiến Thiết), Hyoksin (Cách Tân), Jonsung (Chiến Thắng), Samhung (Tam Hưng) và Rakwon (Lạc Viên). Ga Kwangmyong đã đóng cửa nằm giữa nhà ga Samhung và Rakwon.

Không giống như hầu hết các hệ thống đường sắt, phần lớn tên của các nhà ga không đề cập đến vị trí tương ứng của chúng; thay vào đó, các đài lấy tên của họ từ các chủ đề và đặc điểm phản ánh cuộc cách mạng của Bắc Triều Tiên. Một ngoại lệ đáng chú ý, Ga Kaesŏn ("Ga Khải Toàn"), được đặt tại Khải Hoàn Môn.
Mạng lưới chạy hoàn toàn dưới lòng đất. Thiết kế của mạng lưới dựa trên các mạng lưới metro ở các quốc gia cộng sản khác, đặc biệt là Moscow Metro. Cả hai mạng lưới chia sẻ nhiều đặc điểm, chẳng hạn như độ sâu lớn của các đường ray (hơn 100 mét (330 ft)) và khoảng cách lớn giữa các ga. Một đặc điểm chung khác là nghệ thuật hiện thực xã hội chủ nghĩa được trưng bày trong các nhà ga - chẳng hạn như tranh tường và tượng. Nhân viên của Metro có đồng phục kiểu quân đội dành riêng cho những công nhân này. Mỗi ga Metro có một nhà vệ sinh miễn phí để sử dụng bởi khách hàng. Các đài cũng phát các chương trình phát thanh của nhà nước và có một bảng treo các tờ báo Rodong Sinmun.
Trong thời chiến, các ga metro có thể đóng vai trò là nơi tránh bom. Đối với mục đích này, các trạm được trang bị cửa thép lớn. Một số nguồn tin cho rằng các cơ sở quân sự lớn được kết nối với các ga, và cũng có những lối thoát bí mật chỉ dành cho chính phủ sử dụng.
Có một ga — Kwangmyŏng — được thông báo đóng cửa vào năm 1995, do lăng Kim Il-sung nằm ở phía trên nhà ga. Tàu sẽ không dừng tại ga này.
Bản đồ của tuyến Hyŏksin cho thấy hai trạm bổ sung sau Kwangbok: Yŏngung (영웅) và Ch'ilgol (칠골), cả hai đều được phát triển. Mặt khác, bản đồ của Chollima Line cho thấy bốn trạm bổ sung, hai trạm ở mỗi đầu của tuyến—Ryŏnmot (련못), Sŏp'o (서포), Ch'ŏngch'un (청춘) và Man'gyŏngdae (만경대)—được lên kế hoạch hoặc đang được phát triển.
Ngoài hệ thống chính để sử dụng cho hành khách, còn có một hệ thống bổ sung cho chính phủ sử dụng, tương tự Metro-2 của Moscow. Hệ thống Pyongyang bí mật được cho là kết nối các địa điểm quan trọng của chính phủ. Ngoài ra còn có một quảng trường ngầm khổng lồ để huy động, cũng như một con đường ngầm kết nối hai ga metro.

## Rolling stock
Khi các hoạt động trên Metro bắt đầu vào nhưng năm 1970, những toa chở khách DK4 mới được chế tạo đã được sử dụng, được sản xuất cho Triều Tiên bởi Changchun Railway Vehicles của Trung Quốc. Một đoàn tàu nguyên mẫu của những chiếc xe DK4 được chế tạo vào năm 1971 và 15 toa tàu đầu tiên đã được gửi tới Pyongyang vào ngày 30 tháng 7 năm 1973. 112 toa đã được cung cấp cho Triều Tiên vào tháng 9 năm 1978, nhưng cuối cùng đã có 345 toa được mua lại.
Các đoàn tàu do Trung Quốc sản xuất sau đó được bán trả lại cho Trung Quốc để sử dụng cho hệ thống Tàu điện ngầm Bắc Kinh, nơi nó được sử dụng trong các bộ ba toa trên tuyến 13. Chúng đã được thay thế bằng các tàu DKZ5 và DKZ6 mới hơn, và không rõ các đoàn tàu DK4 có được trả về Pyongyang hay không.

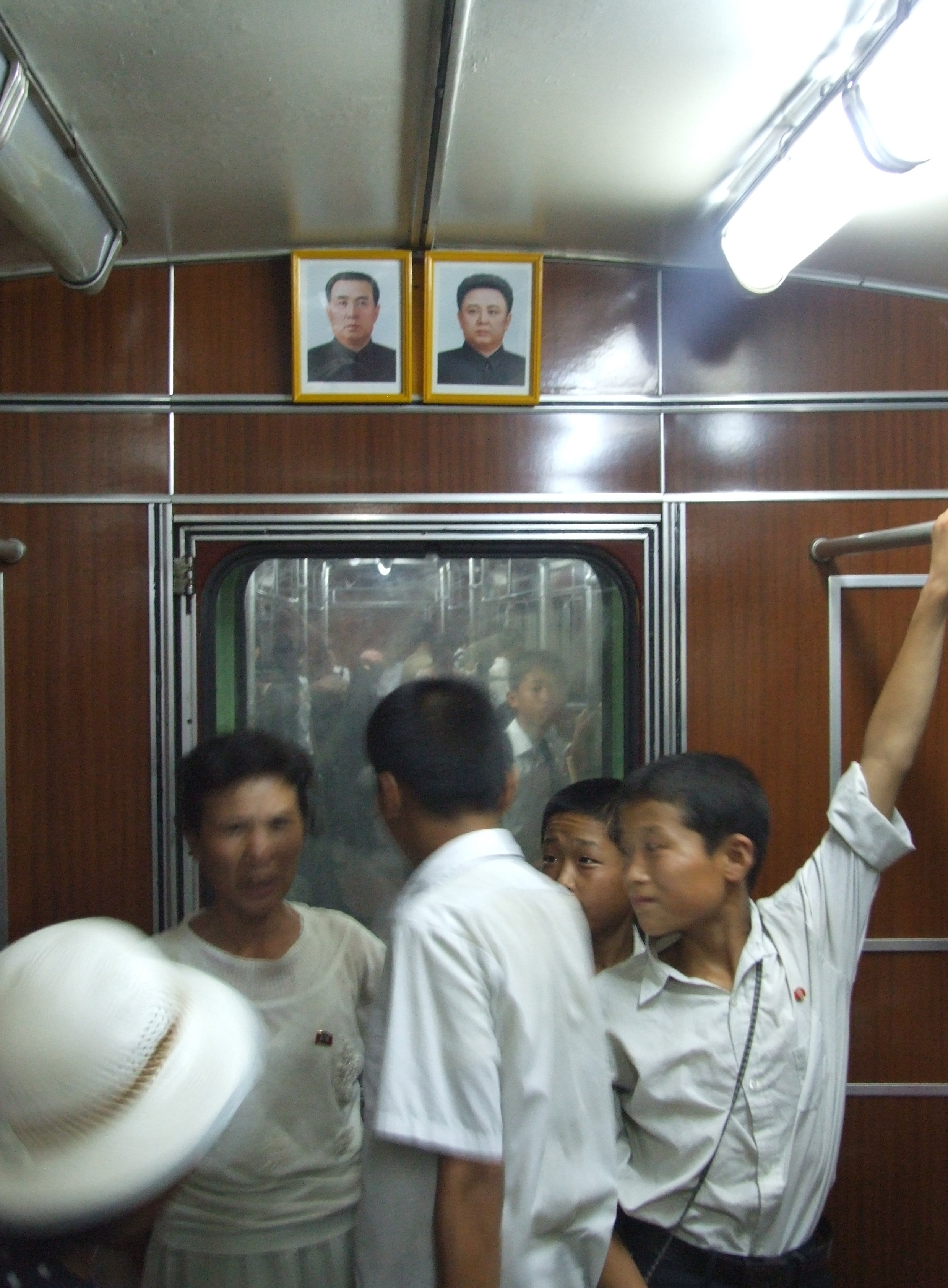
Người Bắc Triều Tiên đi Pyongyang Metro vào năm 2012. Chân dung phía trên cánh cửa là của cựu lãnh đạo Kim Il-sung và Kim Jong-il.

Từ 1997, Pyongyang Metro đã chuyển sang sử dụng các rolling stock cũ của Đức từ Berlin U-Bahn. Chính phủ Bắc Triều Tiên được cho là đã mua hơn hai lần số lượng tàu cần thiết để sử dụng hàng ngày, khiến cho suy đoán rằng Metro có thể chứa các tuyến và/hoặc các ga ẩn không mở cửa cho công chúng. có hai loại rolling stock khác nhau là:
- GI ("Gisela"), rolling stock của Đông Berlin cũ, 60 được sản xuất từ năm 1978 đến 1982.
- D ("Dora"), rolling stock của Tây Berlin cũ, 108 được sản xuất từ năm 1957 đến 1965.

Các tàu được sơn một màu đỏ và màu kem mới ở Pyongyang. Tất cả quảng cáo đã được gỡ bỏ và thay thế bằng chân dung của các nhà lãnh đạo, Kim Il-sung và Kim Jong-il. Năm 2000, một phóng viên của BBC đã thấy "những chuyến tàu cũ của Đông Đức hoàn thành với hình graffiti gốc tiếng Đức". Sau khoảng năm 2006, các toa Type D chủ yếu được sử dụng. Rolling stock loại GI đã bị rút khỏi dịch vụ Metro năm 2001, và những chiếc toa này hiện đang hoạt động trên mạng lưới đường sắt quanh Pyongyang.
Vào năm 2015, Kim Jong-un đã điều khiển một đoàn tàu bốn toa mới được sản xuất được cho là đã được phát triển và chế tạo tại Kim Chong-t'ae Electric Locomotive Works ở Bắc Triều Tiên, mặc dù những toa tàu dường như được cải tạo đáng kể những toa D-class.
Đầu máy xe lửa được sử dụng trên Pyongyang Metro là động cơ diesel điện GKD5B sản xuất bởi CNR Dalian của Trung Quốc, nhập khẩu vào đầu năm 1996.

## Du lịch
Nói chung, du lịch ở Bắc Triều Tiên chỉ được phép trong các nhóm được hướng dẫn mà không được phép chuyển hướng từ các hành trình được lên kế hoạch trước. Khách du lịch nước ngoài trước đây chỉ được phép đi lại giữa Ga Puhŭng và Ga Yŏnggwang. Tuy nhiên, sinh viên nước ngoài được phép tự do sử dụng toàn bộ hệ thống metro. Kể từ năm 2010, khách du lịch đã được phép đi tàu điện ngầm tại sáu ga, Và trong năm 2014, tất cả các ga metro đã được mở cho người nước ngoài. Sinh viên đại học đi du lịch với Pyongyang Project cũng đã báo cáo đến thăm mỗi trạm.
Tính đến  năm 2014,khách du lịch trong các chuyến tham quan giao thông công cộng đặc biệt có thể đi metro qua cả hai tuyến, bao gồm cả các chuyến thăm tới tất cả các ga. Vào tháng 4 năm 2014, nhóm khách du lịch đầu tiên đã ghé thăm các trạm trên cả hai tuyến metro và dự kiến các chuyến thăm mở rộng như vậy đến cả hai tuyến metro sẽ vẫn có thể cho các nhóm khách du lịch trong tương lai.
Việc khách du lịch bị hạn chế tiếp cận trước đây đã dẫn đến một thuyết âm mưu rằng metro hoàn toàn là để trưng bày. Nó đã được cho rằng chỉ bao gồm hai điểm dừng và hành khách là diễn viên.

### Bảo tàng
Pyongyang Metro có một bảo tàng riêng. Một phần lớn của bộ sưu tập có liên quan đến Chủ tịch Kim Il-sung cung cấp "hướng dẫn tại chỗ" cho các công nhân xây dựng hệ thống. Trong số các vật trưng bày có một chiếc xe giống như chiếc phễu đặc biệt mà chủ tịch đã sử dụng để đi xuống một nhà ga đang được xây dựng (nó đi xuống các đường hầm nghiêng mà sau này sẽ được sử dụng bởi thang cuốn), và một chiếc xe buýt chạy trong hệ thống.

## Thư viện ảnh

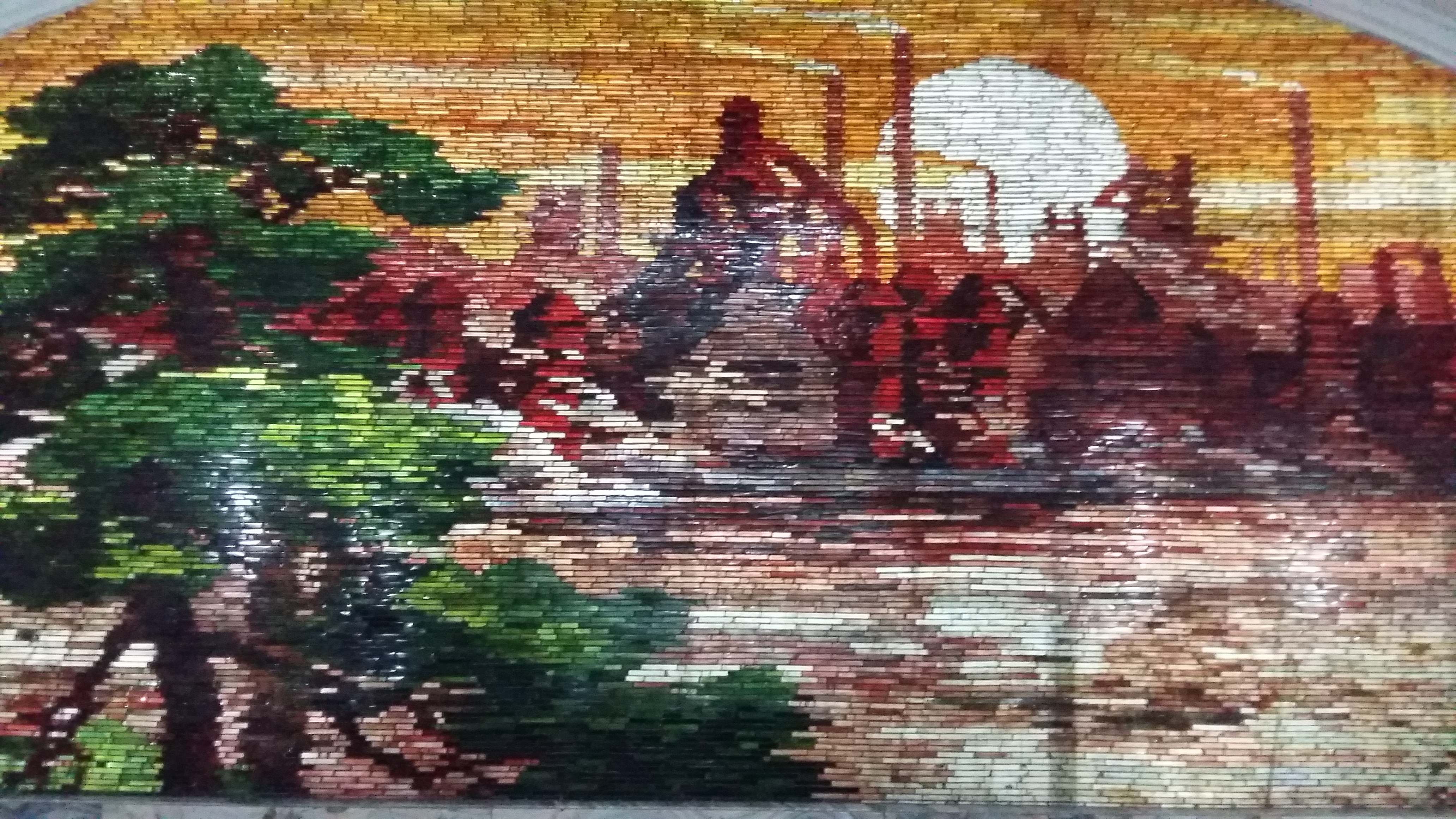
Bức tranh tường ở lối vào ga Puhŭng.
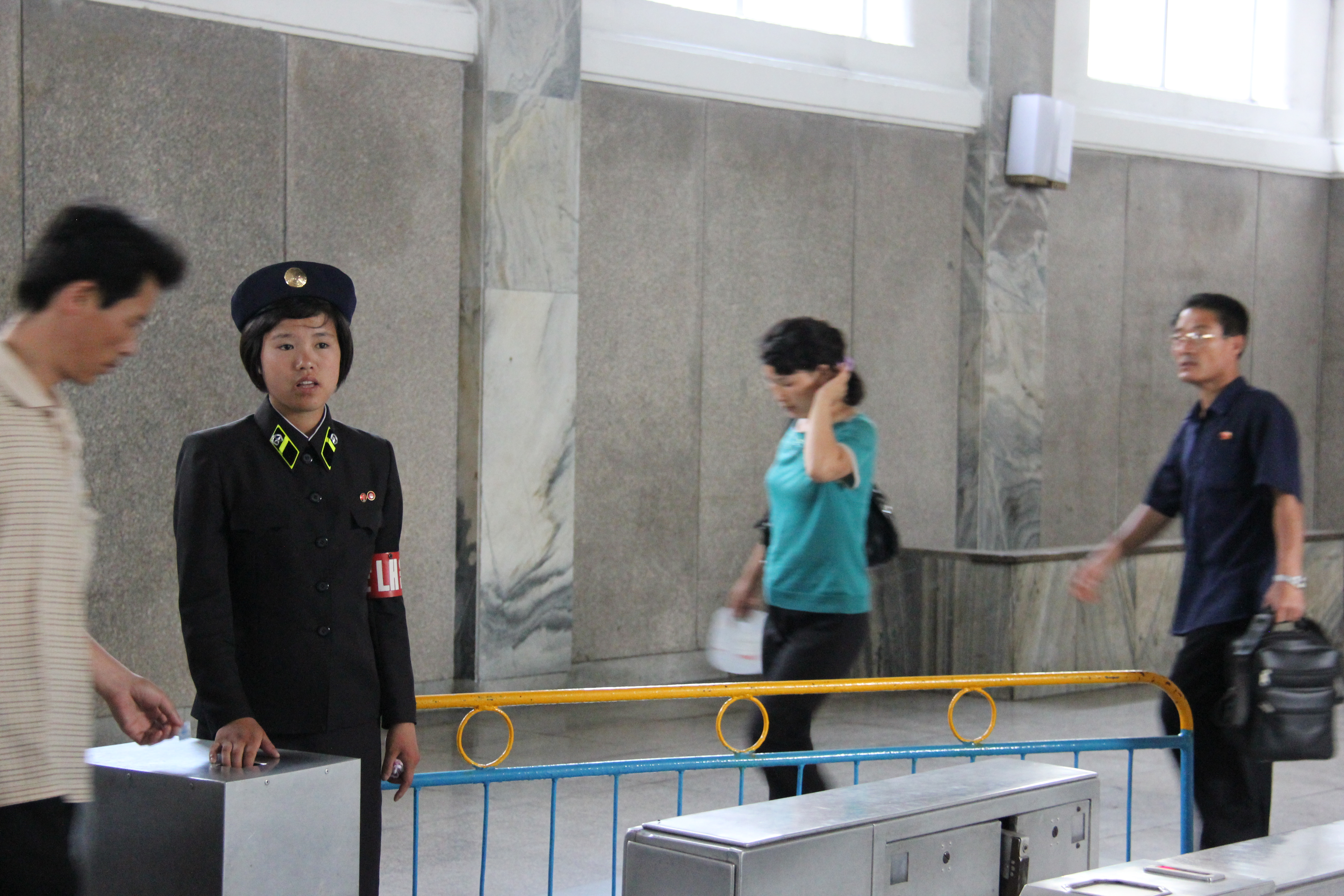
Nhân viên mặc đồng phục kiểu quân đội.
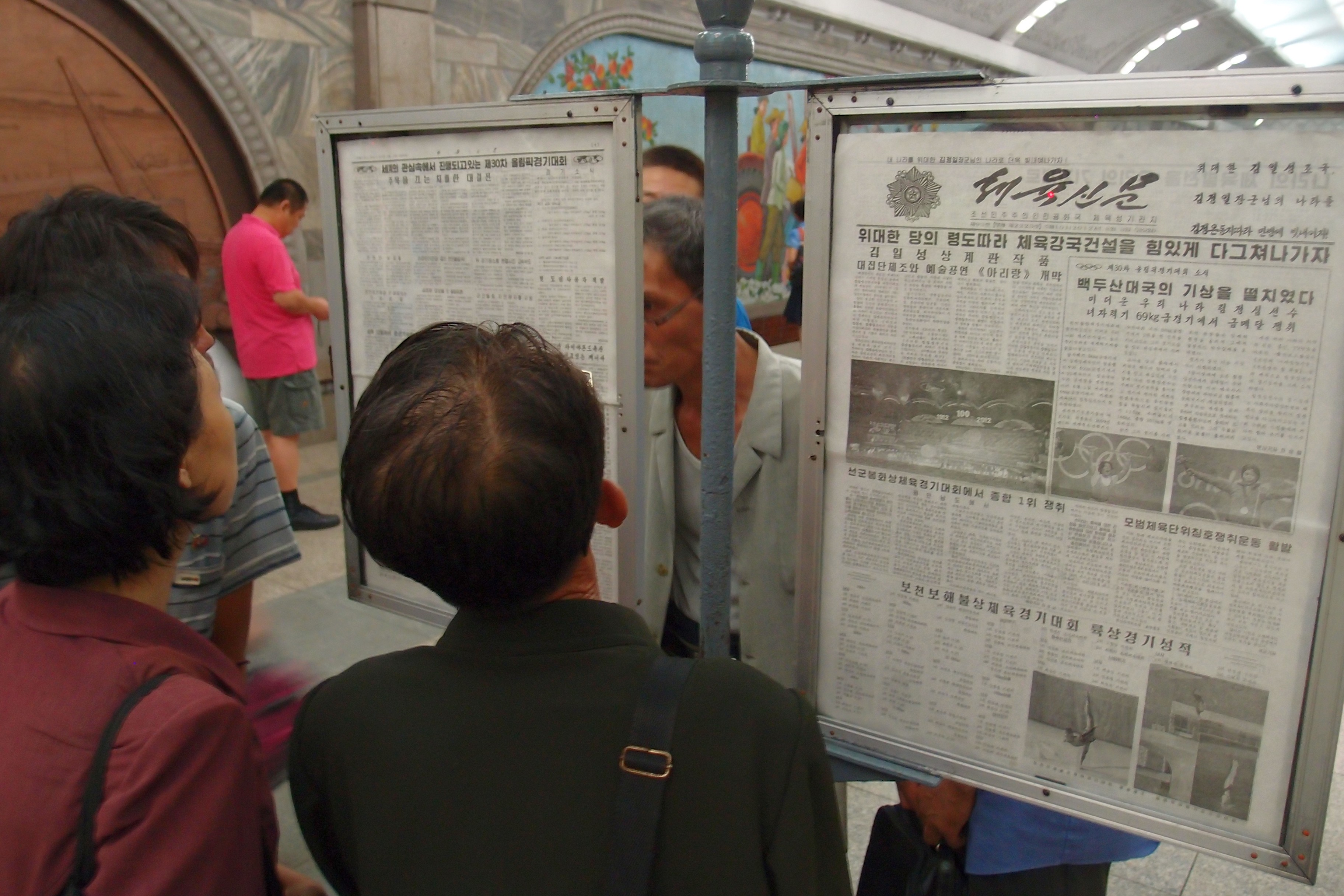
Một tờ báo công khai hiển thị trên một giá treo.
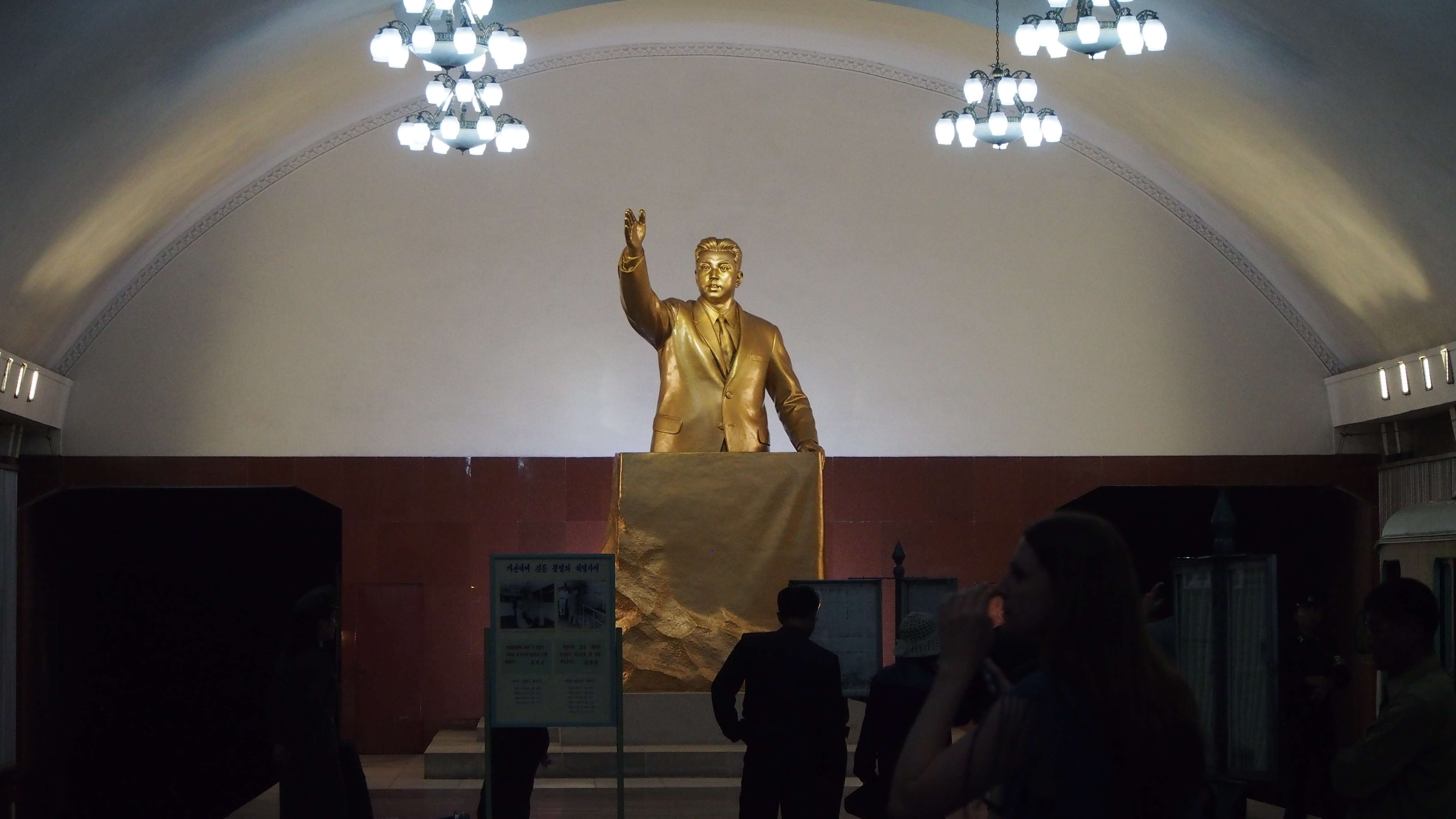
Một bức tượng của Kim Il-sung tại ga Kaesŏn.
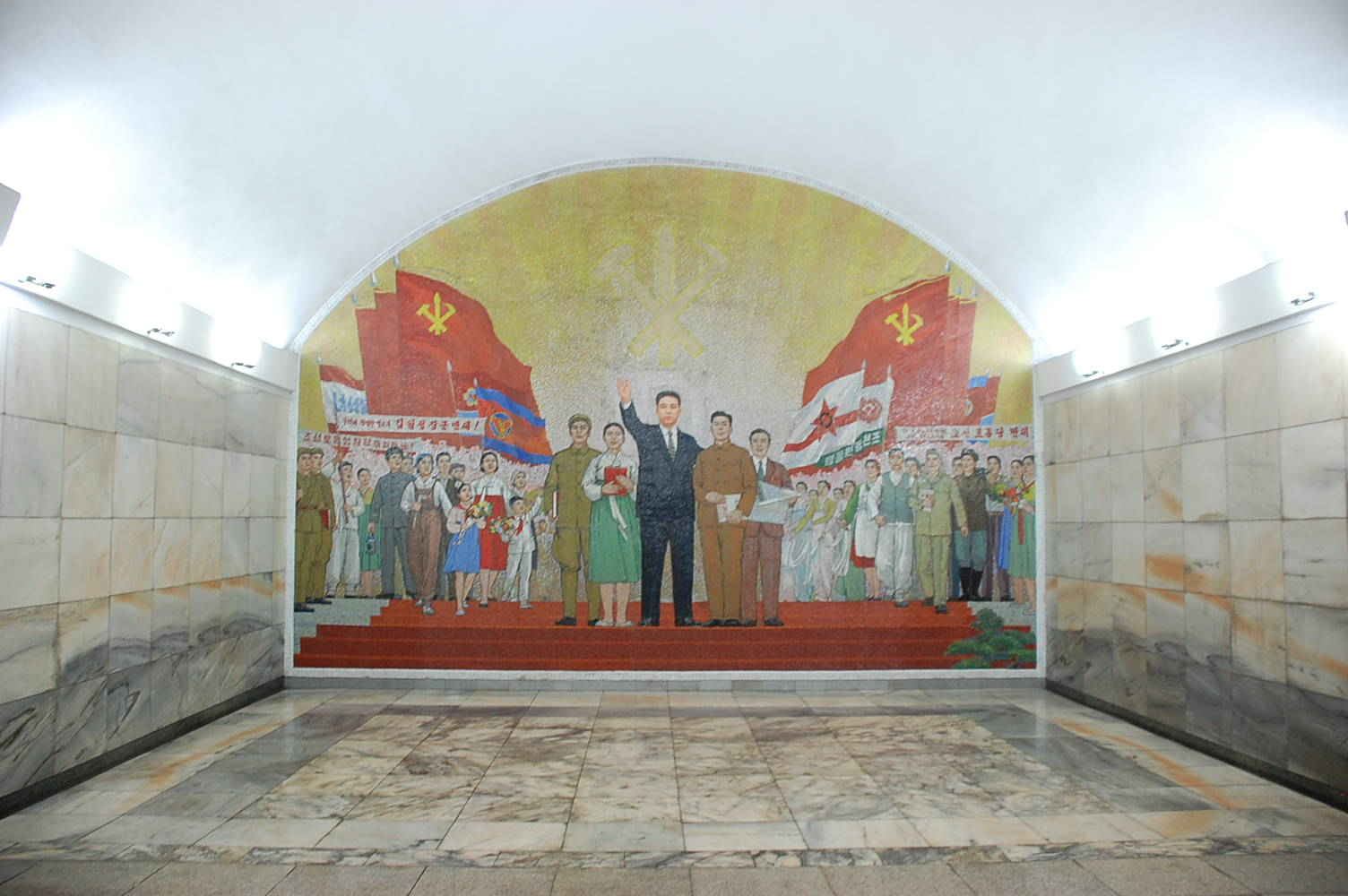
Bức tranh tường hiện thực xã hội chủ nghĩa tại ga Ponghwa.
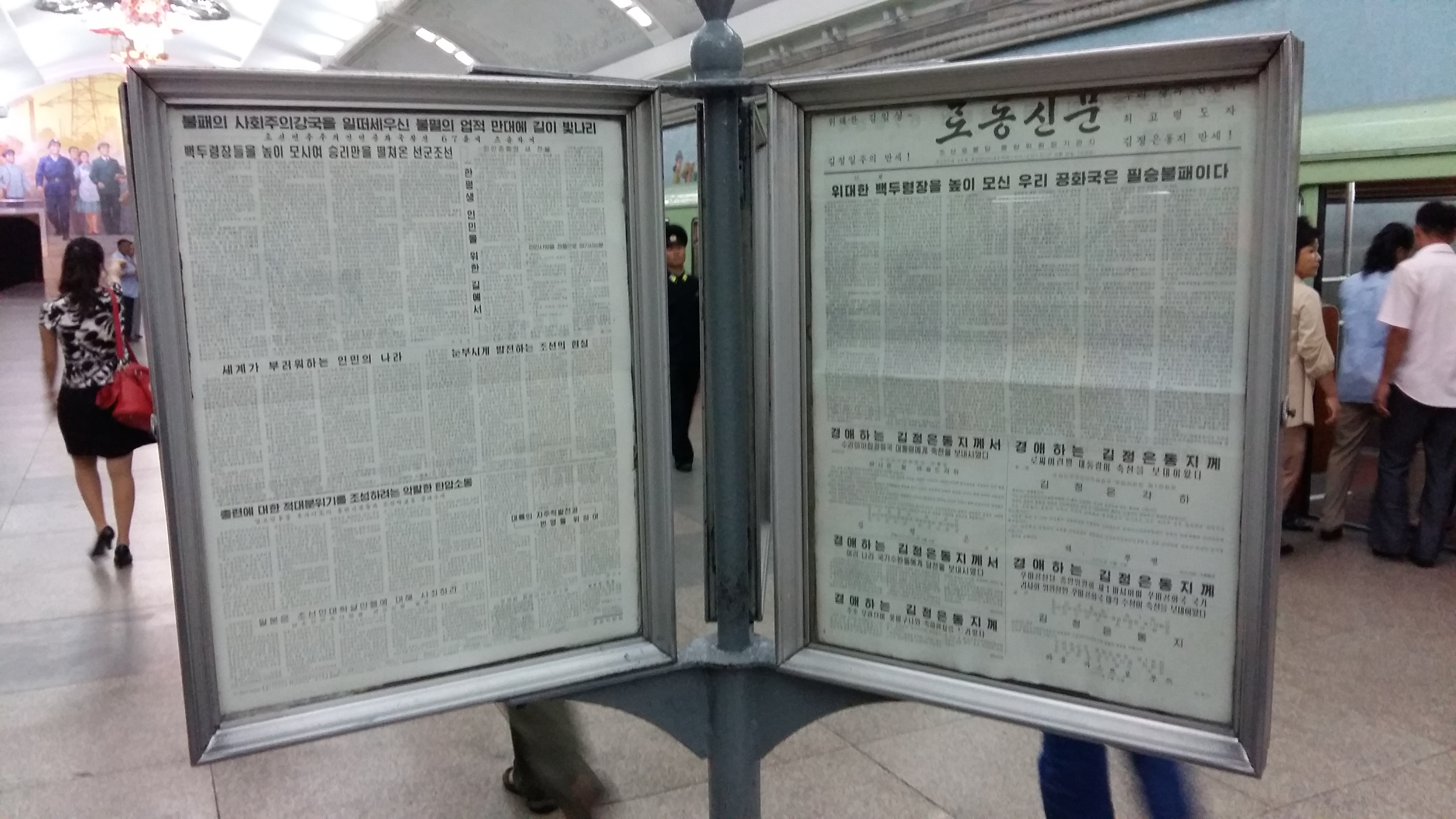
Ngày 9 tháng 9 năm 2015 một số tờ báo trên giá treo ở Ga Puhŭng Station.
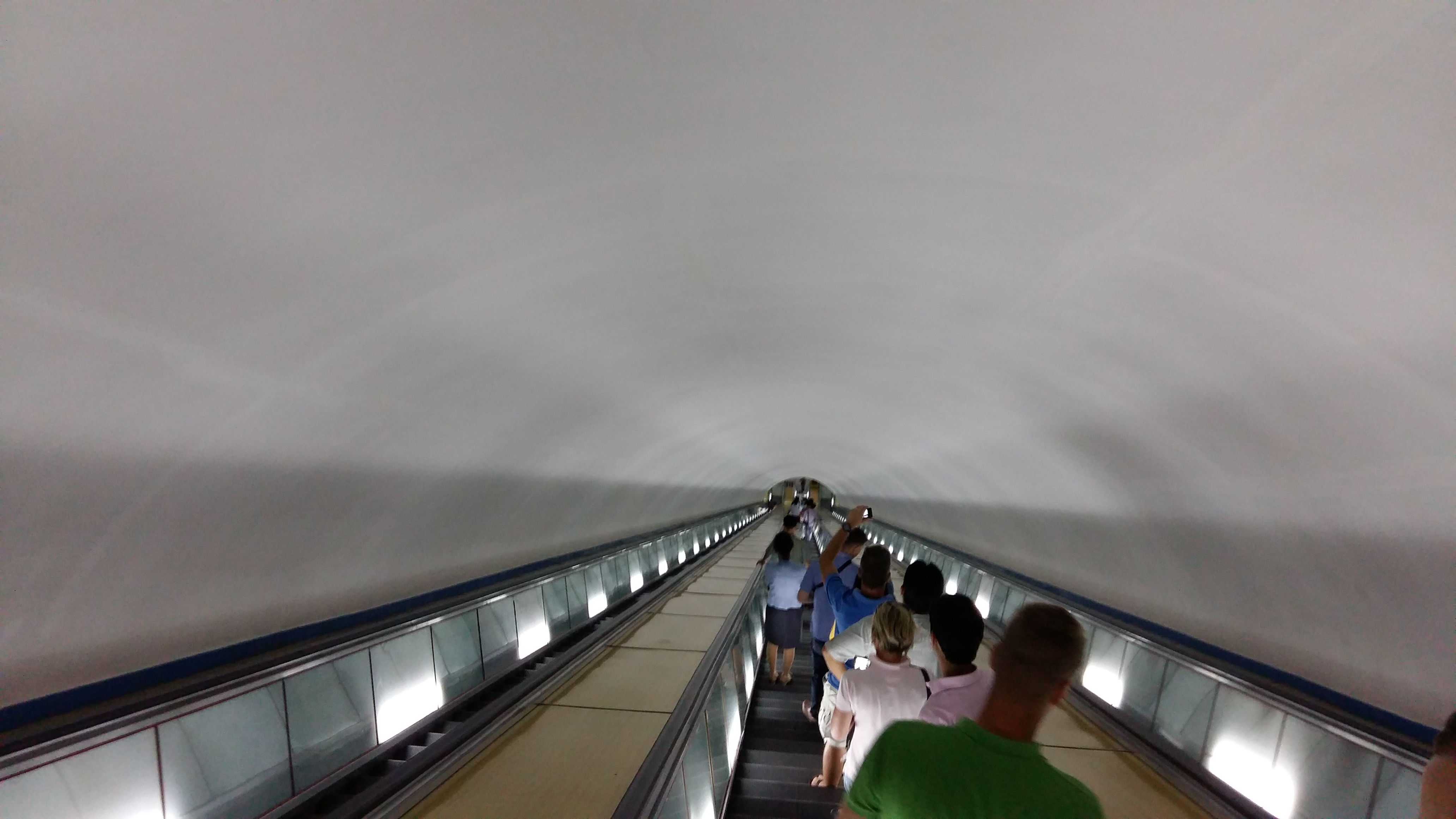
Thang cuốn ở Ga Puhŭng Station.
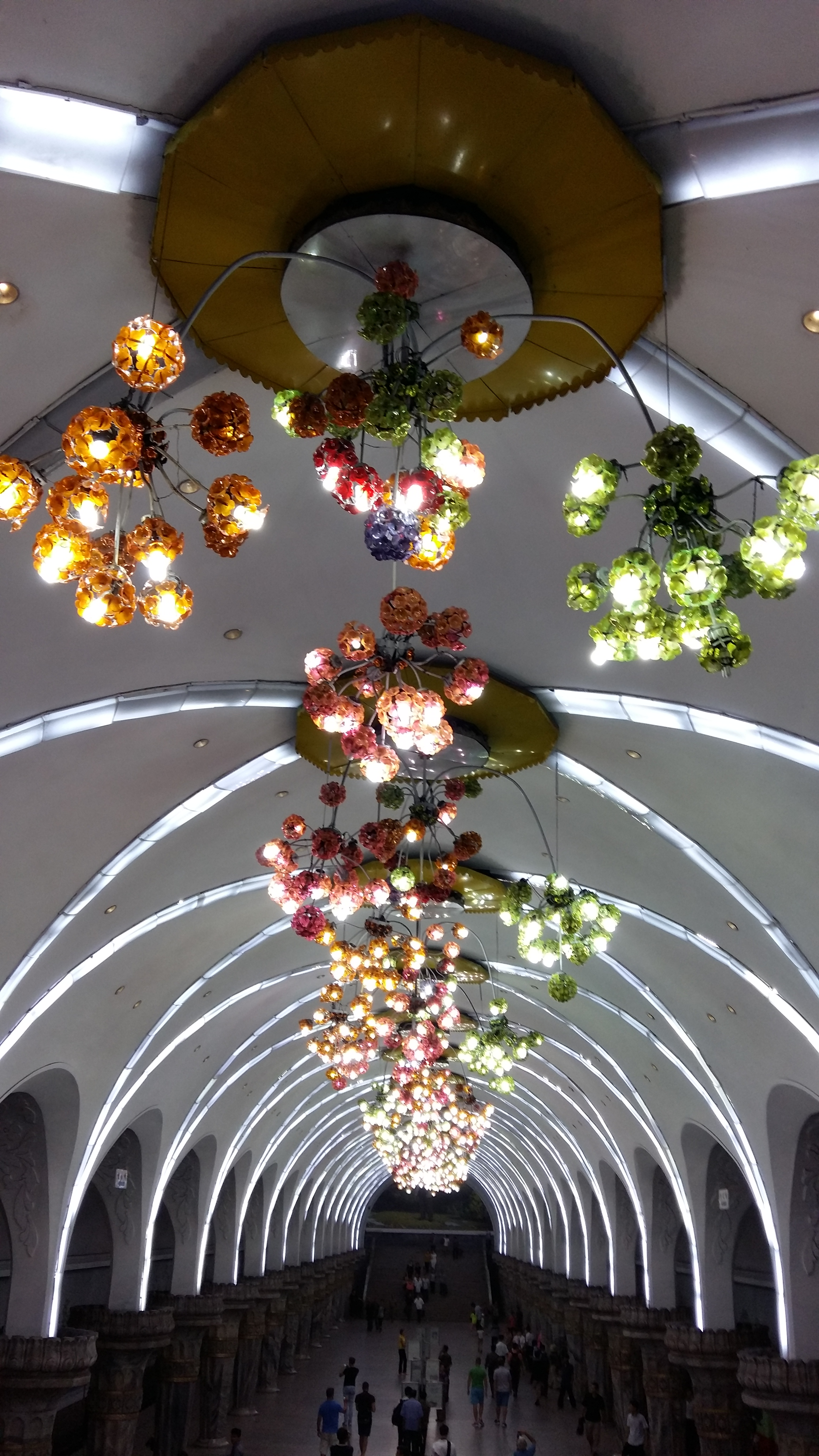
Đèn chùm treo ở Ga Yŏnggwang Station
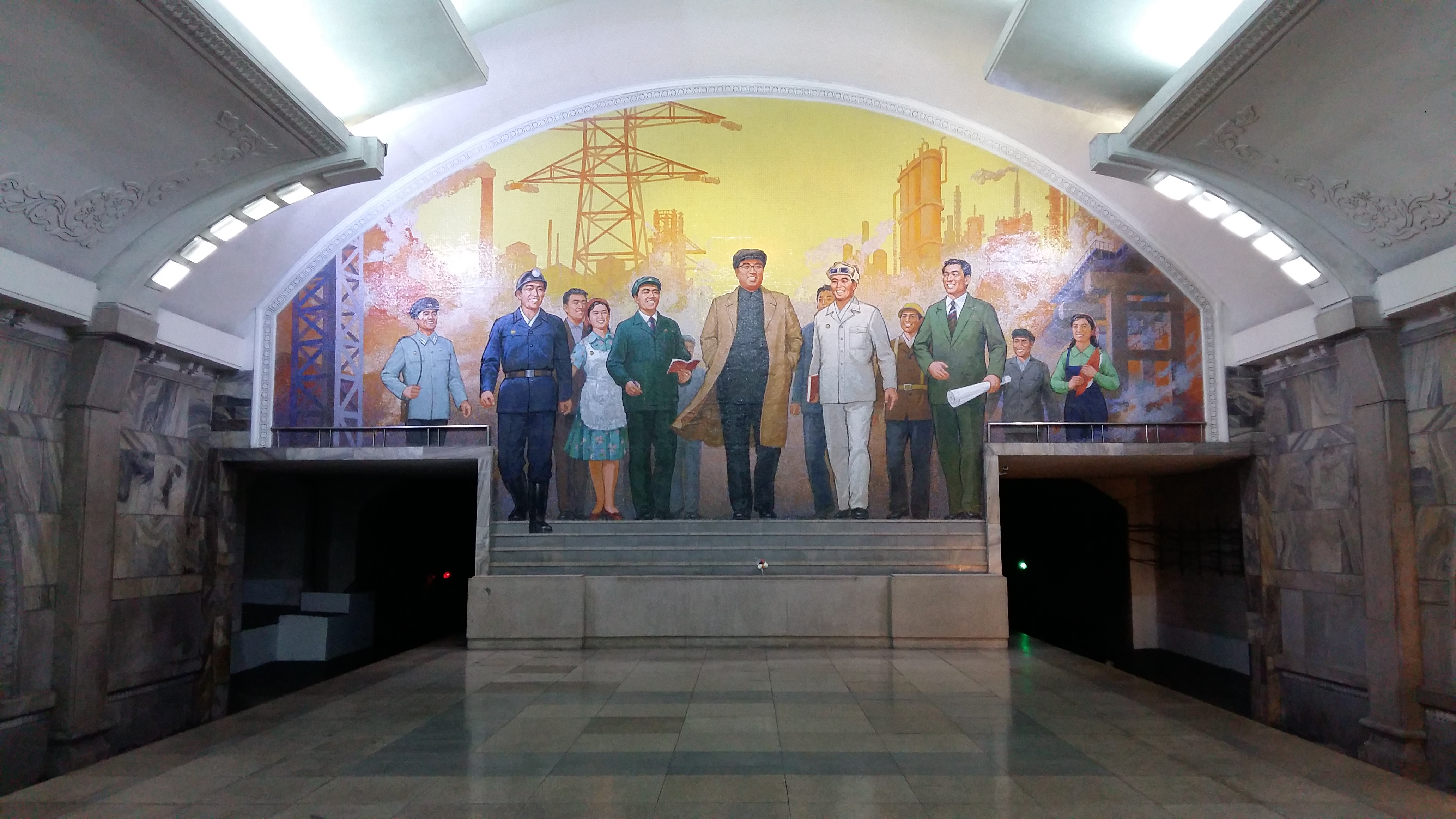
Tranh tường ở Ga Puhŭng.
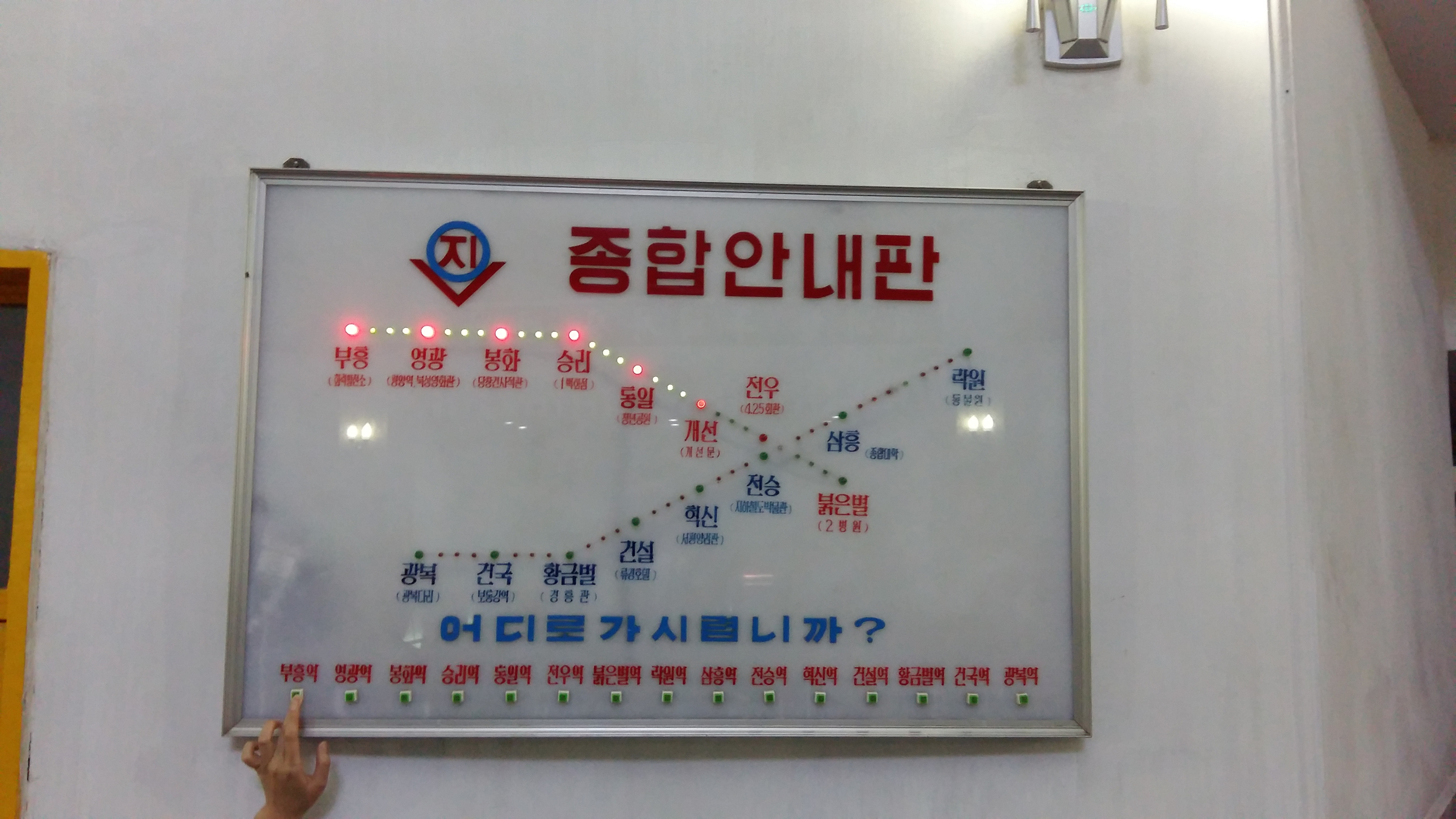
Bản đồ Pyongyang Metro(tàu điện ngầm Bình Nhưỡng) ở Ga Kaesŏn.